# Chalcomitra balfouri
Chalcomitra balfouri е вид птица от семейство Nectariniidae.